# Ем Ес Ен
„Ем Ес Ен“ (MSN, Microsoft Network) е голям интернет провайдър и също уеб портал, създадени от компанията „Майкрософт“ и открити на 24 август 1995 г. (датата на откриването съвпада с датата на пускането на Windows 95). Названието „MSN“ след това е разпространено върху услугата (електронната поща) Hotmail, клиента на услугата за незабавни съобщения MSN Messenger, а също на ред уеб-възли, поддържани от Microsoft.
На върха на своето развитие, през 2002 г., „dial-up“ услугата MSN е била вторият по големина интернет провайдър в САЩ с 9 млн. абоната, веднага след AOL с нейните 26,5 млн. клиенти.
Самият портал MSN.com е един от най-посещаваните в мрежата Интернет, като се нарежда непосредствено след своите конкуренти Yahoo! и Google.
Настоящата версия на сайта е представена през 2014 г. след пълен редизайн, при който по-голямата част от съществуващия контент в сайта MSN е ликвидиран, а самият сайт е опростен. MSN е базиран в САЩ, но предлага международни версии на неговия портал в десетки страни по света.